# اولگا ملنیک
اولگا ملنیک (روسی: Ольга Ивановна Мельник؛ زادهٔ ۱۲ مهٔ ۱۹۷۴) ورزشکار دوگانه اهل روسیه است.